# Seelyville
Seelyville é uma cidade  localizada no estado americano de Indiana, no Condado de Vigo.

## Demografia
Segundo o censo americano de 2000, a sua população era de 1182 habitantes.
Em 2006, foi estimada uma população de 1144, um decréscimo de 38 (-3.2%).

## Geografia
De acordo com o United States Census Bureau tem uma área de
2,2 km², dos quais 2,2 km² cobertos por terra e 0,0 km² cobertos por água. Seelyville localiza-se a aproximadamente 180 m acima do nível do mar.

## Localidades na vizinhança
O diagrama seguinte representa as localidades num raio de 16 km ao redor de Seelyville.